# Dangapa
Dangapa – gaun wikas samiti we wschodniej części Nepalu w strefie Kośi w dystrykcie Terhathum. Według nepalskiego spisu powszechnego z 2001 roku liczył on 483 gospodarstw domowych i 2741 mieszkańców (1413 kobiet i 1328 mężczyzn).